# Roger Hinks
Pour les articles homonymes, voir Hinks.
Roger Hinks, né le 22 juin 1903 à Londres et mort le 10 juin 1963 à Levallois-Perret, est un historien de l'art britannique.

## Carrière
Formé à Trinity College à l'Université de Cambridge, Hinks travaille ensuite à Rome en 1924 sous la direction d'Eugénie Strong puis revient à Londres où il est engagé au British Museum comme assistant conservateur du département des antiquités grecques et romaines. L'étendue de ses connaissances lui permet de publier dans des domaines très divers : les antiquités grecques, l'art du portrait, l'art carolingien puis médiéval.
Hinks est mis en cause en 1939 dans une affaire qui fait grand bruit lorsqu'il est avéré que certains des marbres d'Elgin ont été irrémédiablement abîmés dans une opération inopportune et délétère de nettoyage. Il est remplacé à son poste par Bernard Ashmole (en) mais se voit offrir un autre poste à l'institut Warburg de Londres. Après la guerre, il part pour Rome et commence à s'y intéresser à Caravage. Il passe ensuite par des postes aux Pays-Bas puis à Athènes dans les années 1950, avant de devoir quitter Athènes pour Paris où il s'installe définitivement en 1959.

## Publications
- Michelangelo Merisi da Caravaggio: his Life, his Legend, his Works. Londres, Faber and Faber, 1953.
- The Gymnasium of the Mind: the Journals of Roger Hinks, 1933-1963.